# Aperturina
Aperturina é um gênero de aranhas da família Linyphiidae descrito em 2014.